# Rockland (Wisconsin)
Rockland é uma vila localizada no estado norte-americano de Wisconsin, no Condado de La Crosse e Condado de Monroe.

## Demografia
Segundo o censo norte-americano de 2000, a sua população era de 628 habitantes.
Em 2006, foi estimada uma população de 642, um aumento de 14 (2.2%).

## Geografia
De acordo com o United States Census Bureau tem uma área de
1,4 km², dos quais 1,4 km² cobertos por terra e 0,0 km² cobertos por água.

## Localidades na vizinhança
O diagrama seguinte representa as localidades num raio de 24 km ao redor de Rockland.